# Jirō Yoshihara
Jirō Yoshihara (吉原 治良?, Yoshihara Jirō; Osaka, 1º gennaio 1905 – Ashiya, 19 febbraio 1972) è stato un artista giapponese.

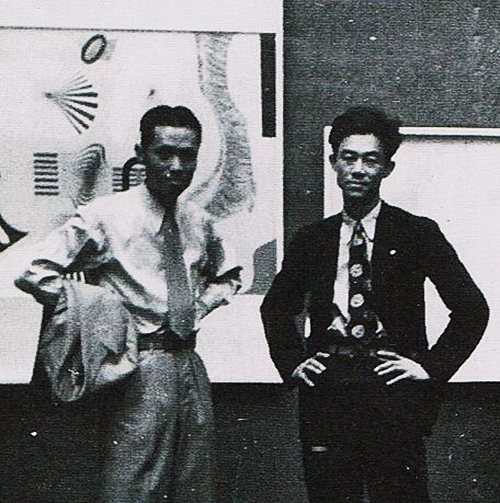
La 24a sede della mostra Nika con Saburo Hasegawa (a sinistra) e Jiro Yoshihara (a destra) davanti a "l'illustrazione", settembre 1937.

È considerato, insieme a Shōzō Shimamoto, uno dei fondatori del gruppo d'avanguardia Gutai nel 1954. Yoshihara scrisse il "Manifesto Gutai" nel 1956. Durante la sua carriera, Yoshihara dipinse quadri di matrice Fauvista, Surrealista e Astrattista per poi approdare, nei suoi anni finali, alla ripetuta rappresentazione di cerchi che ricordassero il "Satori", ossia il concetto di Risveglio Spirituale presente nella filosofia Zen. Yoshihara rimase il leader del Gruppo Gutai fino al 1972, anno della sua morte.

## Biografia

### Vita e produzione iniziale
Jiro Yoshihara, secondo figlio di una benestante famiglia di mercanti, nacque a Osaka, Giappone nel 1905. Durante la sua infanzia non ricevette una educazione artistica accademica. Nei suoi vent'anni ricevette la guida di Kamiyama Jiro (1885-1940) che lo introdusse all'arte e alla filosofia d'Europa, e la guida di Tsuguharu Foujita (1886-1968) che viveva a Parigi in quegli anni. Yoshihara, in seguito, si unì ai Nika-kai (Associazione Seconda Sezione), un gruppo di pittori prevalentemente di matrice Fauvista, che nacque dal Ministero del salone accademico professionale. Durante gli anni '20 e '30, Yoshihara fu attratto dal lavoro di Giorgio De Chirico, Joan Mirò e Wassily Kandinsky. Nel 1934, la prima esposizione di Yoshihara si tenne all'annuale manifestazione artistica del gruppo Nika-kai. Durante gli anni '30, Yoshihara dipinse utilizzando uno stile vicino al Surrealismo, che in quel periodo era molto popolare tra gli artisti d'Avanguardia Giapponesi. Gradualmente, Yoshihara concentrò il suo interesse pittorico verso l'Astrazione geometrica. Nel 1938, fondò la Kyushitsu-kai (Associazione Nona Stanza) per contrastare l'egemonia nell'ambiente artistico giapponese del gruppo Nika-kai. Tra il 1935 e il 1945 circa, Yoshihara ebbe il periodo più oscuro e inattivo della sua carriera artistica.

### Produzione centrale e Gruppo Gutai
Nei primi anni cinquanta, i lavori di Yoshihara furono esposti alle esposizioni di apertura Nihon Kokusai Bijutsu-ten (Esposizione Internazionale di Arte Giapponese) e Gendai Nihon Bijutsu-ten (Esposizione di Arte contemporanea Giapponese) durante la rinascita dell'arte contemporanea in Giappone. A Osaka nel 1951, Yoshihara e altri stabilirono il Gendai Bijutsu Kondan Kai (Gruppo di Discussione di Arte contemporanea), conosciuto come "Genbi". Questo gruppo serviva come laboratorio per creare nuove forme d'arte in cui si fondevano Arte orientale e Arte occidentale, Arte moderna e Arte tradizionale. L'obiettivo principale di Yoshihara era quello di ottenere riconoscimento nel mondo dell'arte attraverso la tradizione Giapponese. Nel 1952 Yoshihara partecipò al Salon de Mai a Parigi. Nel 1953 ci fu la prima esposizione del "Gruppo di Discussione di Arte Contemporanea" tenuta nel laboratorio di Yoshihara insieme a uno dei suoi studenti, Shozo Shimamoto, con cui fonderà il Gruppo Gutai. Durante questo periodo, Yoshihara trasse ispirazione dall'arte dei bambini, dalla calligrafia Zen e da Jackson Pollock. Yoshihara abbandonò il modernismo giapponese e la pittura Astratta. Nel 1954 Yoshihara fondò il gruppo Gutai che debuttò con la sua prima esposizione nella primavera del 1955. Gli artisti di tale gruppo divennero conosciuti poi per le loro tecniche e per le loro performance avanguardistiche. Yoshihara scrisse il "Manifesto Gutai" nel 1956 e in seguito presentò altre due mostre personali rispettivamente al Salon de Mai nel 1958 e all'International Carnegie di New York nel 1961.

### Produzione finale
Oltre a essere coinvolto con il Gruppo Gutai, Yoshihara fu inoltre coinvolto con Morita Shiryu e il movimento di calligrafia d'avanguardia chiamato Bokujin-kai. Dal 1962, Yoshihara lavorò su una serie di dipinti che rappresentavano il "Satori", simbolo della tradizione spirituale del Buddhismo Zen. Yoshihara morì nel 1972 a Ashiya, Giappone.